# Gyllene år
Gyllene år är en svensk TV-serie i åtta delar från 1975, regisserad av Lennart Hjulström. Seriens manus skrevs av Bengt Bratt och i rollerna ses bland andra Sven Wollter, Kerstin Tidelius och Stig Torstensson.. Serien sändes i 8 avsnitt med premiär 15 januari.

## Handling
Serien som hade arbetsnamnet "Ut i livet" skildrar några äkta par i medelåldern vars liv är sammanflätade på ett eller annat sätt. Varje avsnitt är koncentrerat på något av paren eller någon enskild person. Arkitekten Björn har inte haft några nämnvärda framgångar i sin yrkeskarriär och upplever en kris när en gammal vän begår självmord. Hans äktenskap är också stendött, vilket medför att han flyttar hemifrån. Han tar in på hotell och börjar dricka. Gösta Linder är en duktig läkare och gift med den framgångsrika journalisten Agneta. De har inga barn och kan heller inte få några. De har inga ekonomiska problem men däremot börjar Gösta tvivla på sig själv och på sitt äktenskap och är rädd att det skall braka samman. Han råkar avlyssna ett samtal mellan några läkarkandidater som talar illa om hans sätt att sköta undervisningen. Han börjar banta på ett rastlöst sätt. Detta oroar Agneta. Bertil är varvsarbetare och bror till Björn. Han får numera hjälpa sin svägerska Karin som har problem med Björn vilket i sin tur att han själv får problem på hemmaplan. Direktörsparet Engqvist är heller inte fria från bekymmer. Framförallt har Anne Engqvist bekymmer för sin syster Lotta som har stora alkoholproblem och som även försöker begå självmord. I grund och botten handlar serien om ihålighet och främlingskap mitt i välfärdssamhället, om ångest och dåligt samvete där man upplever att livet sprungit ifrån dem.

## Pressreaktion
Serien blev mycket omstridd där somliga uppskattade denna svarta bild av några medelålders människors alla problem med sprit, impotens, svartsjuka mm mitt uppe i den materiella välfärden medan andra var helt avvisande. Maria-Pia Boethius i Expressen (30.1.1975) avfärdade den helt och kallade serien förfärlig och undrade om Bengt Bratt sålt sin skrivarsjäl där han vältrade sig i sprit, schabloner och sökta kärleksaffärer. Hon återkom (27.2) med sin kritik och kallade serien vidrig med sina schablonartade människor. Svenska Dagbladets kritiker kritiserade serien genomgående utifrån likartade synpunkter. 
Efter det inledande avsnittet betecknade Margareta Sjögren (16.1) det som monoton tjatig grådaskighet som utmärkte det äkta paret Bjurhoff, vilken föreföll mer temperamentsfylld än en plötslig klarsyn om livets flykt. Det smakade överhuvudtaget konstruktion om det mesta där föga kändes upplevt och miljöerna kändes onaturliga. Sjögren noterade dock om det följande avsnittet (23.1) att där kom i alla fall ett inslag av mer giltig mänsklighet genom läkaren Gösta mitt bland alla dessa otympligt tillskurna situationer. Folke Hjort är en stark rollframställare och han blev nu direkt rörande. Men i övrigt upprepades de befängda beteendemönstren med medelålders människor som försöker roa sig som tonåringar. Samma recensent fortsatte (30.1) på samma tema och menade att det föreföll som om Bratt och Hjulström inte varit hemma i denna artificiellt utställningsmässiga medelklassmiljö som de velat skildra. De visade hur genuint främmande de var för denna art av människor när de oavbrutet motade in dem i ett tonårsbeteende. Inför följande avsnitt fortsatte Sjögren (6.2) att Bratt och Hjulström mer och mer fjärmat sig från verkligheten. De borde åtminstone låta sina personer tala vanlig svenska och ta reda på lite elementära kunskaper om hur människor lever och bor. Vid slutsummeringen av serien (6.3) sammanfattade Margareta Sjögren det hela som att det vore att tillerkänna paret paret Bratt och Hjulström ett mått av skarpsinne  som serien saknat om man säger att de varit ute för att sticka hål på den välutbildade medelklassen. Den valhänt utförda avsikten spred bara olust och beklämning genom sin schematiska ytmässighet. De hade velat att vi skulle uppfatta den som tom och mållös i sin statusjakt  som effektfull kontrast placerat in det nära nog idealistiska arbetarparet, tryggt förankrat sin klass som idealiserades lika ytligt som de andra karikerades. Till detta bidrog Margita Ahlins och Tommy Johnsons utomordentligt fina rolltolkningar. Annars var skådespelarinsatserna av egendomligt skiftande kvalitet med Sven Wollters överdrifter eller Roland Hedlunds stereotypa sprattelgubbe till direktör. Stig Torstensson har aldrig visat sig vara någon nyansernas mästare och brast mest i trovärdighet, bland annat i sitt utbrott mot hustrun, spelad av den utomordentliga Christina Stenius. 
Macke Nilsson i Aftonbladet (16.1) kände sig blockerad, bland annat till följd av tidigare serier som "Scener ur ett äktenskap", och kände sig uttröttad av alla dessa bilder av en lätt försupen, icke arbetande medelklass och allt prat om en förlorad medelålders generation. Men om man bortsåg från det skulle de möjligen ändå kunna bli något annat än en TV-upplaga av Vecko-Journalen med skenradikala bildtexter. Iscensättningen var i alla fall rutinerad och hade en tillgång i den teatertradition som Göteborgs-TV utvecklat i samarbete med stadsteatern men det vore synd om man nu börjar begagna dessa skådespelare till oförarglig följetongsproduktion. Macke Nilsson tog i sin slutsammanfattning (6.3) upp bilden av Arbetaren med stort A som kontrast till detta medelklassupande med vidhäftande jargong, örfilar och äktenskapsbrott vilket var ett sorts socialpsykologisk hårdporr. Arbetaren var trygg, hederlig och trogen och i hans familj härskade solidaritet. Det blev lite för enkelt ytligt och det vänligaste man kunde säga om serien var att den handlade om en rad symptom och hållit fram en vilsenhet och tomhet som finns lite varstans i samhället, inte bara hos det privilegierade skikt som skildrades.
Karl-Olov Eliasson i Dagens Nyheter (23.1) ägnade sig mest åt att analysera de olika personerna och hade en förmodan att kvinnorna skulle komma att framstå som avslöjare i sammanhanget. Bilden av Agneta var nästan Strindbergsk när hon argumenterade mot indicierna att hon varit otrogen att hon fick mannen att krypa till korset. Eliasson fortsatte (6.2) att Bratt idealiserat arbetarparet Bertil och Ulla alltför mycket genom deras alltför fina kontakt sinsemellan vilket de andra paren saknade. Dock började man förstå brodern och arkitekten Björns vilsenhet och benägenhet att supa sig bort från sin ödslighetskänsla. Eliasson tog (20.2) upp direktör Engqvist och hans fru som var ganska intressanta men scenen vid Zoo belyste hans livsinställning. Hans fascination inför vilddjuren uttryckte hans tanke om djungelns lag, krossa eller krossas och det blev en populär föreställning om en modern direktör. Trots bra spel har serien blivit en ganska konventionell och livlös bild av borgerligheten. När samme recensent slutsummerade (5.3) kunde han konstatera att det inte varit någon riktigt bra serie efter de framgångar som Bratt och Hjulström tidigare haft. Tittarna har inte känt igen sig. Att det handlat om överklass spelade inte in här eftersom "Scener ur ett äktenskap" visat att man inte behövde höra dit för att uppleva något mänskligt och äkta. Här hade de flesta varit mer karikatyrer än levande människor med undantag för arkitekten Björn som börjat supa ner sig sedan hans äktenskap gått i kras och Lotta, den självcentrerade lärarfrun som var allmänt olycklig och gick hemma och tog klunkar ur undangömda flaskor. Det var egendomligt med alla dessa människor som ständigt träffades men ändå tycktes sakna gemensamma intressen. De hade inget att tala om och odlade mest en tom jargong med inslag av komplimanger, små giftigheter och dumkvicka skämt. Bratt hade förstås velat skildra hur känslomässigt torftigt dessa människor levde mitt i sin materiella rikedom men när han velat exemplifiera deras livsstils förljugenhet har det gått ut över trovärdigheten i människoskildringen där det i många fall blev ytliga porträtt på gränsen till karikatyr. 
Hemming Sten jr i Expressen var mest positivt inställd till serien. (16.1) menade han att det var de dystraste som Bengt Bratt skrivit med alla dessa fina göteborgsskådespelare och där Lennart Hjulström tagit fasta på det splittrade i berättelsen och den bittert resignerade grundtonen. (20.2) fortsatte at beskriva Bratts metod som effektiv när det gällde att exponera välfärdssamhällets överflödssjukdomar. Stens slutsammanfattning (6.3) blev en förmodan att serien gått hem inte minst hos yngre kvinnor. Att en del av publiken känt sig vilsen berodde nog på att Bratt den här gången övergivit den följetongsteknik han använt i "Hem till byn". Här blev det en serie separata berättelser med genomgående personer utan en röd handlingstråd men däremot ett genomgående tema. I första hand hade det handlat om överflödssamhället, ett ihåligt och tomt sådant där människorna far illa och känslorna ersatts av sprit, pengar, statussymboler och annat. Till sist sprack det mesta. Det blev en ironisk beskrivning av medelåldern men också av det svenska välståndet där vi sitter olyckliga bakom dess Potemkinkulisser  och super och låtsas. "Gyllene år" är otrevligare och mer påträngande  än "Hem till byn" och mer irriterande men tog fram vårt samhälles brister på ett väldigt effektivt sätt.

## Rollista
- Sven Wollter – Björn Bjurhoff, arkitekt
- Kerstin Tidelius – Karin Bjurhoff, gymnastiklärare
- Stig Torstensson – Georg Hansson, adjunkt
- Christina Stenius	– Lotta Hansson
- Roland Hedlund – Axel Engqvist, direktör
- Barbro Oborg – Anne Engqvist, Lottas syster
- Folke Hjort – Gösta Linder, kirurg
- Inga Edwards – Agneta Linder, journalist
- Tommy Johnson – Bertil Andersson, varvsarbetare, Björns bror
- Margita Ahlin – Ulla Andersson, expedit
- Carin Hjulström – Helena Hansson, dotter
- Christoffer Larsson – Thomas Hansson, son
- Niklas Hjulström – Mikael Bjurhoff, son
- Åsa Hjertén – Sara Bjurhoff, dotter
- Tony Hjälm – Tommy Andersson, son
- Dick Hjort – Morgan Andersson, son
- Marianne Jansson – Anneli Engqvist, dotter
- Joakim Mannheimer – Anders Engqvist, son
- Hans Rydman – Peter Engqvist, son
- Hans Gustafsson – Roland, fotograf
- Leonard Gwiazda – servitör
- Leo Cullborg – slipsexpedit
- Gerd Hegnell – skvallrande rödhårig dam på restaurang
- Inga Ålenius – skvallrande mörkhårig dam på restaurang
- Björn Melander – Björns arkitektkollega
- Ola Olsson – herr Lundblad, huskund
- Marianne Andersson – fru Lundblad
- Per Elam – försäljare, Björns gamle studiekamrat
- Eivin Dahlgren – kroggäst som talar i telefon
- Christian Fiedler	– mörklockig kroggäst
- Pia Green	– bartender
- Jan Ahlgren – disponent
- Lennart Hjulström	– fackrepresentant
- Sten Ljunggren – urologpatient
- Vilgot Larsson – Persson, patient
- Håkan Skoog – stomipatient
- Loraine Sarwall-Ek – Mia Ekberg, Björns tillfälliga dambekant
- Ola Lindegren– Engström, läkarkandidat
- Laurence Plumridge – mörklockig läkarkandidat
- Bente Cappelin – läkarkandidat
- Måns Westfelt – doktor Wik
- Ingemar Carlehed – magsårspatient
- Anna-Maria Blind-Hessel – den knivskurnes mor
- Malin Knudsen	– Anita
- Cecilia Hjalmarsson – Christina
- Birger Åsander – Bertils och Björns far
- Ingalill Söderman	– Bertils och Björns mor
- Arne Augustsson – Bertils arbetskamrat
- Stig Ossian Ericson – Claes
- Ted Åström – student
- Thomas Nystedt – student
- Maria Hedborg – flicka
- Victor Tyos – den färgade
- Percy Brandt – Börjesson
- Iwar Wiklander – kamrer Andersson
- Dan Sjögren – konstnär
- Lena Brogren – fru Hansson
- Gösta Hofling	– verkmästare
- David Isitt – engelsk affärsman
- Gunilla Nyroos – Ingalill Olsson, läkare
- Evabritt Strandberg – Cissi Lind
- Ulf Lindqvist – direktör Bengtsson
- Martin Berggren – Agnetas journalistkollega
- Irma Erixson – fru Nielsen
- Roland Stenström – journalist
- Robert Lindblad – vaktmästare
- Anna Holmberg	– elev

## Om serien
Gyllene år producerades av Barbro Frodi. Den sändes i åtta 60-minutersavsnitt i Sveriges Television mellan den 15 januari och 5 mars 1975.